# Iwasaki Yatarō

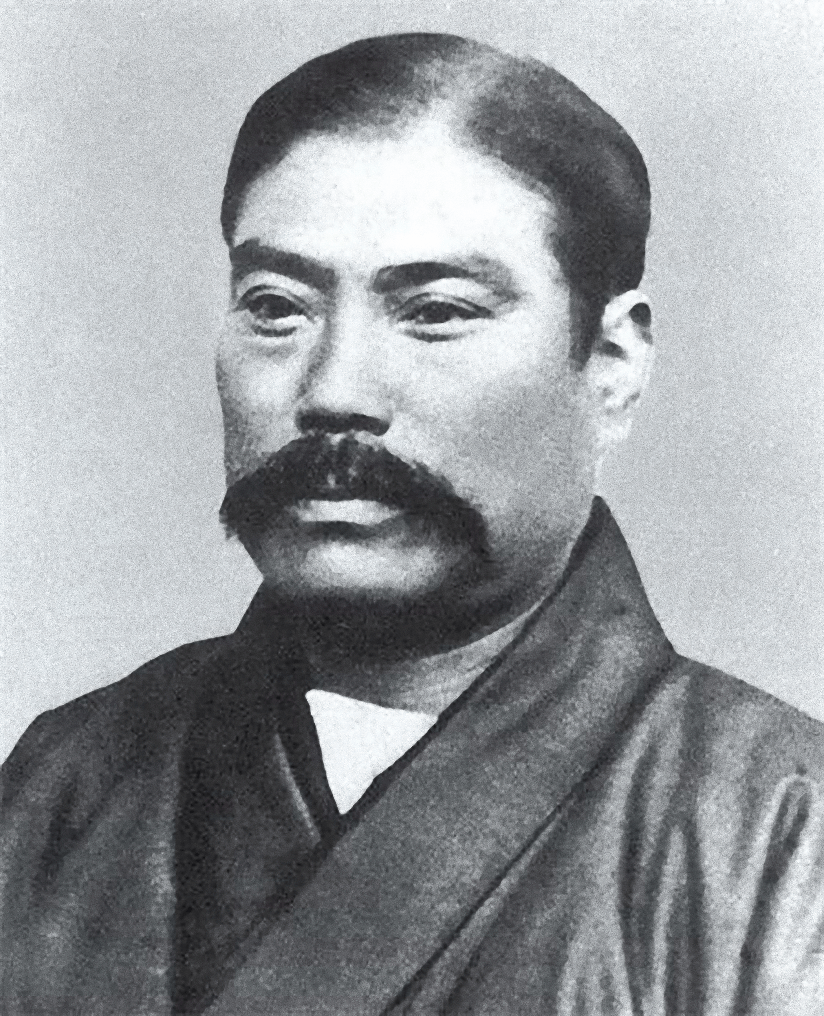
Iwasaki Yatarō

Iwasaki Yatarō (japanisch 岩崎 弥太郎; * 9. Januar 1835 in Aki in der Provinz Tosa; † 7. Februar 1885) war ein einflussreicher japanischer Unternehmer. Er gründete im Jahre 1873 das Firmenimperium Mitsubishi.

## Leben und Wirken
Iwasaki Yatarō wurde als ältester Sohn eines Bauern in Aki in der Provinz Tosa geboren, da sein Großvater zur Tilgung von Schulden seinen Samurai-Status verkauft hatte. Da dieser Status Voraussetzung für eine Stellung in der Verwaltung der Domäne war, kaufte er, 20 Jahre alt, einem verarmten Samurai dessen Status ab, den eines Gōshi (郷士). Damit hatte er nun wenigstens den untersten Rang. Mit 19 Jahren folgte er einem Angehörigen des Tosa-Klans nach Edo zu weiteren Studien. Nur ein Jahr später musste er aber wegen einer schweren Verletzung seines Vaters zurückkehren. Ein Streit mit lokalen Autoritäten brachte ihn in der Folge für sieben Monate ins Gefängnis. Später studierte er bei dem bekannten Reformer Yoshida Tōyō. Durch die Verbindungen Yoshidas bekam Iwasaki eine Stelle beim Tosa-Klan und war in der Lage, seiner Familie den Samurai-Status zurückzukaufen. Nachdem Yoshida bei einem Anschlag getötet worden war, stieg Iwasaki durch Vermittlung eines Neffen Yoshidas in nur drei Monaten zum Leiter der Tosa-Niederlassung auf und leitete ein Büro für Im- und Export.
Er wurde danach Angestellter der „Kaiseikan“ (開誠館) genannten Einrichtung des Tosa-Klans und wurde 1867 beauftragt, das Büro in Nagasaki zu leiten, wo der Klan hohe Schulden in Folge eines großangelegten Waffenkaufs angehäuft hatte. Iwasaki gelang es, die Schulden mit Hilfe von 300.000 Ryō zu tilgen, die er von einem amerikanischen Unternehmer erhalten hatte und der dafür die alleinigen Rechte erhielt, die wertvollen Kampfer-Produkte des Klans zu vermarkten. Er erreichte dies mit einer Verhandlungstechnik, die aus Überreden, Schmeicheln, Hinweisen auf nichtexistierende Rivalen und ausgiebigem „Wining and Dining“ bestand. Eine Taktik, die er sein ganzes Leben verfolgen sollte. Der Tosa-Klan würdigte diese Fähigkeit und machte ihn zum Finanzagent der Domäne.
Als die Domänen 1877 aufgelöst wurden, zog sich der Klan aus allen kommerziellen Aktivitäten zurück, und Iwasaki wurde ausgewählt, diese zu übernehmen. Es heißt, der Klan habe ihm 11 Schiffe, 230.000 Ryō in bar und alle Vermögenswerte und Vorrechte, die mit den Geschäften mit Kampfer, Tee, Seide, Holz und Kohlegruben verbunden waren, überlassen. Iwasaki ergänzte seinen Besitz durch Aufkauf von Schiffen anderer Domänen und anderer Besitzer. Die Profite waren jedoch gering verglichen mit dem, was er durch geschicktes Verhandeln beim Aufkauf von Domänen-Schuldscheinen und den Schuldscheinen der neuen Regierung, den Dajōkan-satsu (太政官札) verdiente.
1873 gründete Iwasaki das Handelsunternehmen „Tsukumo Shōkai“ (九十九商会), das er dann in „Mitsubishi Shōkai“ (三菱商会) umbenannte. Er betrieb vor allem Schifffahrt und setzte sich gegen die meiste Konkurrenz durch, indem er Preise unterbot, aber auch besser aufeinander abgestimmte Routen konzipierte. Die Strafexpedition nach Taiwan 1874 erwies sich als Glücksfall, da er die Truppentransporte samt Versorgung mit seinen Schiffen durchführen konnte und dafür reich entlohnt wurde.
Bald danach bedienten Iwasakis Schiffe die Shanghai-Route, und 1875 kaufte er die konkurrierende „American Pacific Steamship Company“ und brachte 1876 die „British Peninsular and Oriental Navigation Company“ (P&O) zur Aufgabe auf der Shanghai-Yokohama-Route. Die Satsuma-Rebellion 1877 machte Iwasaki mit seinen Schiffstransporten für die japanische Regierung noch viel reicher als die Taiwan-Expedition. So gehörten ihm in dieser Zeit etwa 89 % aller Schiffe in Japan. Und trotz wachsender Herausforderung durch Mitsui ab 1882 konnte er durch Diversifizierung in andere Geschäftsbereiche, Erzförderung, Bankgeschäfte, Versicherungen und anderes seine Stellung halten. Dieses Firmenkonglomerat, für das das Wort „Zaibatsu“ (財閥) geprägt wurde, war einer der Grundsteine für die schnelle industrielle Entwicklung Japans.
Iwasaki verstarb 1885 im Alter von nur 50 Jahren an den Folgen einer Krebserkrankung.